# Kresnik (bog)
Kresnik (v izgovarjavi lahko uporabljamo tako krésnik kot kresník) je bil eno od najpomembnejših karantansko-karniolskih slovanskih božanstev. V ohranjeni podobi  je predvsem odraz solsticijskega poletnega obdobja in obenem vladar Svetovne gore.

## Glavne značilnosti božanstva
Kresnik praviloma nastopa kot zlatolasi in zlatoroki sin nekega nebeškega božanstva, rojen s konjskimi uhlji,  in kot mlad božanski kraljevič, ki biva na Jutrovem v Deveti deželi in vlada na Svetovni gori, kjer ima svojo palačo, in kjer ob vodnjaku stoji zlata jablana. Povezan je s Soncem in  ognjem, oborožen s  strelo, kladivom, sekiro, kijem, ali mečem potuje po nebu v svoji zlati kočiji. Velja za slovenskega  Herakleja, saj tudi on naredi dvanajst dobrih del. Pri njegovih junaštvih mu včasih pomaga njegov štirioki pes, včasih pa njegov brat Trot. Njegov htonski nasprotnik mu skuša nekaj ukrasti, npr. imetje, čredo ali njegovo ženo oziroma sestro (Marjetica, Deva, Vesina). Kresnik se bojuje z nasprotnikom in ko ga premaga, pada dež ali zlata pšenica. Med njegovimi nasprotniki so npr. Troglavi Pegam, velikan Vouvel ali pa Ses oziroma  Kačja kraljica, pa tudi Vedomec, konkurenčni htonski bog, s katerim se bojuje za prevlado na Svetovni gori. V Kresnikov cikel spada tudi sveta poroka (hieros gamos) z rešeno izbranko.  Toda Kresnik je svojo ženo tudi varal, npr. s hčerjo Kačje kraljice. Poimenovanje Kresnik je apelativ, pravo ime boga je bilo tabuizirano in zato skrito; zaradi ljubezenske nezvestobe ga je njegova žena poklicala s pravim imenom, zaradi česar je umrl, po drugi strani naj bi prispodoba Kresnika bil tudi jesenski beli konj oziroma  Zlatorog, ki ga ogroža Jarnik .

## Razmerje do šamanskih/ekstatičnih Kresnikov
Kresnik kot božanstvo se pojavlja skupaj s Kresniki, ki predstavljajo duhove in junake s čarobnimi močmi; izvor besede prvotno morda ni skupen za obe izročili. Danes  govorimo o dveh povsem različnih mitoloških tradicijah. Nikolai Mikhailov npr. loči starejšo in mlajšo tradicijo- starejša tradicija govori o bogu Kresniku, mlajša pa o junaku oziroma dobrem duhu. Šmitek je spremenil to poimenovanje in raje govori o mitološkem Kresniku, kjer je poudarjen božanski vidik, in o ekstatičnih Kresnikih, kjer je poudarjen ekstatičen in magičen vidik. Lik božanskega Kresnika najdemo le na območju Slovenije in Avstrije, liki Kresnikov/Krsnikov pa so poznani še ponekod  v  hrvaški Istri in Dalmaciji.

## Kresnik in krščanstvo
Zaradi sorodnega zvena besed Krstnik in Kresnik ter zaradi bližine svetnikovega goda je čaščenje poganskega Kresnika postopoma izpodrivalo čaščenje Sv. Janeza Krstnika. Kresnikov mitološki cikel se je vsaj deloma postopoma prenesel v izročilo Sv. Janeza Krstnika ali Šentjanža- zato ob njegovem godovanju 24. junija npr. zagorijo šentjanževski kresovi.

## Polemike o Kresniku
Solarne vsebine v današnjem izročilu o božanskem Kresniku in prepletanje šamanskega izročila Kresnikov na eni strani ter njegova gromovniška funkcija na drugi strani sprožata polemike, ki za enkrat še niso pripeljale do konsenza. To nas opozarja pred tem, da lik Kresnika do danes še ni zadovoljivo pojasnjen.

### Sončno ali htonsko božanstvo?
Damjan J. Ovsec je na osnovi raziskav Evela Gasparinija izzval slovensko strokovno javnost s trditvijo, da je slovensko bajeslovje podobno kakor tudi slovansko izpeljano le iz lunarne osnove. Ovsec trdi, da se je Kresnik šele v kasnejših bajkah prelevil iz božanskega lunarnega bitja v solarnega junaka in nazadnje v zemeljskega vladarja; Ovsec trdi, da o čaščenju Sonca pri Slovanih ne vemo ničesar, zato se ni moglo pripetiti, da bi ljudje Sonce poosebili in ga nato povzdignili v status božanstva. Vendar večina raziskovalcev (npr. Mikhailov, Kropejeva, Šmitek) meni, da slovanska in s tem slovenska mitologija vsebuje tudi solarne elemente.
Študija o Kresniku, ki jo je naredil Zmago Šmitek, je pokazala, da je ima Kresnik mnogo podobnosti (a tudi nekaj razlik) z iranskim Yimo, obenem pa tudi z indoarijskima solarnima božanstvoma Mitro in Indro; Indra npr. je prav tako gromovnik, prav tako se bojuje s troglavim nasprotnikom, rešuje svojo ženo in sicer pred demonom Ravano, tako kot Kresnik prinaša vode in dež, stara slovenska imena za pikapolonico kresnica in božji volek pa lahko primerjamo z indijskim imenom za pikapolonico indragopa, kar pomeni »ta, katere pastir je Indra«. Čeprav Kresnik nastopa tudi ponoči, kar dokazuje, da je imel obenem tudi nekatere lunarne sestavine, pa kresni običaji ob poletnem solsticiju po Moniki Kropej kažejo solarne sestavine: npr. kotaljenje gorečih koles, ki simbolizirajo Sonce, kurjenje kresov, skakanje preko kresnega ognja, plešoče kolo okrog kresa.

### Specifično božanstvo ali le lokalno poimenovanje za Peruna?
Prepletanje šamanskega izročila Kresnikov z opusom gromovniškega božanstva ter razprava o solarnosti in lunarnosti otežujeta ugotavljanje Kresnikove izvorne narave. Nikolai Mikhailov je leta 2002 zapisal trditev, da je Kresnik pravzaprav le slovenska oblika ključnega slovanskega božanstva- Peruna, lik Kresnika naj bi se oblikoval iz božanstva v duha in nato v junaka, kar naj bi ustrezalo bogu Perunu, duhu Kresniku in junaku Zelenemu Juriju.  S Perunom Kresnika po drugi poti povezuje tudi Monika Kropej. Po njej naj bi bil Kresnik sin Peruna, obenem pa Perunova inkarnacija na njegovi letni poti: pozimi naj bi se Perun pojavil kot Božič, spomladi kot Jarilo, poleti kot Kresnik in pozimi kot Zlatorog. Po Kropejevi naj bi se lik Kresnika razvijal prav obratno kakor sta si vsak po svoje zamislila Damjan J. Ovsec in Nikolai Mikhailov: najprej je obstajal Kresnik bog, nato princ Kresnik in nazadnje še čarovniki Kresniki. Šamanski Kresniki in njim podobni grški Kallikantzaros so tako kot Kresnik s konjskimi uhlji povezani tudi s kultom konj, kar je ob morebitnem podobnemu prvotnemu imenu teh čarodejev (morda  so mu bili npr. sorodni srbski krstovi, znamenja za zaščito mej in vasi) lahko omogočilo razvoj lunarnejše oblike Kresnika. Povezavo med Perunom in Kresnikom bi lahko iskali v skupnem nasprotniku Velesu: Kresnik se namreč bojuje proti Vouvelu, Volvelu, Balonu, Babilonu, ta imena pa so povezana z Velesom. Toda tudi Indra je imel nasprotnika v Velesu podobnem Vali, tako da dokončen odgovor le na tej podlagi ni mogoč. Preko desetništva in desetnice Marjetice je Kresnik lahko povezan z Zelenim Jurijem, vendar je Zeleni Jurij sam povezan predvsem s pomladnim Orionom, Kresnik pa s poletnim solsticijem. Obenem osnovne poteze Peruna- pomladnega gromovnika- izhajajo iz starodavnega indoevropejskega opazovanja polne pomladanske Lune v ozvezdju Strelec/Sagittarius, kar nasprotuje solarnim značilnostim Kresnika. Preučevanje Kresnika še dodatno zaplete možnost, da bi v Peruna videli v Kresnikovem bratu Trotu. Vprašanje o tem ali je Kresnik specifično božanstvo ali le vidik Peruna ali Jarila za enkrat ostaja nerešeno.